# آشاغا-یاراک
آشاغا-یاراک (به لاتین: Ashaga-Yarak) یک منطقهٔ مسکونی در روسیه است که در داغستان واقع شده‌است.